# CHODL
CHODL‏ (Chondrolectin) هوَ بروتين يُشَفر بواسطة جين CHODL في الإنسان.